# Baumhummel
Die Baumhummel (Bombus hypnorum) ist eine oberirdisch nistende Hummel-Art.

## Beschreibung
Die Baumhummeln haben typischerweise eine oberseits orangebraun bis schwarz behaarte Brust (Thorax), einen schwarzen Hinterleib (Abdomen) und ein weißes Körperende. Selten sind rein schwarze Individuen mit weißer Hinterleibsspitze.
Die Königin ist 17 bis 20 Millimeter lang, hat eine Flügelspannweite von 35 bis 38 Millimeter und einen 11 bis 12 Millimeter langen Rüssel. Bei den Arbeiterinnen sind diese Größen (Körperlänge, Flügelspannweite und Rüssellänge) 8 bis 18, 19 bis 32 und 8 bis 10 Millimeter, bei den Männchen (Drohnen) 14 bis 16, 28 bis 32 und 7 bis 9 Millimeter.

## Vorkommen
Die Baumhummel kommt in ganz Europa vor, in Südeuropa jedoch nur in höheren Lagen. Sie ist dabei in lichten Wäldern, an Waldrändern, in Parkanlagen und in Gärten anzutreffen.

## Fortpflanzung
Ein Volk der Baumhummel umfasst etwa 80 bis 400 Tiere. Sie baut ihre Nester immer oberirdisch, zum Beispiel in alten Vogelnestern, in Nisthöhlen, Mauer- und Felsspalten, Dachböden, Ställen, Scheunen und Ähnlichem, wobei sie auch gerne Hummelnistkästen bezieht. Es gibt im Jahr eine Generation, wobei die Königin überwintert.

## Aggressive Nestverteidigung
Im Unterschied zu den meisten anderen Hummelarten gelten Baumhummeln als aggressive Nestverteidiger. Wenn sich jemand ihrem Nest nur auf wenige Meter nähert, fliegen sie drohend auf diese Person zu. Bereits bei geringen „Störungen“ stechen sie schmerzhaft. Allerdings gilt ihr dabei abgegebenes Gift als weniger wirksam als etwa das der Honigbiene.

## Parasiten
Die Norwegische Kuckuckshummel (Bombus norvergicus) parasitiert Völker der Baumhummel.